# Serena Lake
Pour les articles homonymes, voir Lake.
Serena Lake (née Thorne), née le 28 octobre 1842 à Shebbear (Devon) et morte le 9 juillet 1902 à Adélaïde (Australie), est une suffragette et pasteur évangélique anglo-australienne active en Australie-Méridionale. 

## Biographie

### Jeunesse
Elle est la fille des pasteurs méthodistes chrétiens bibliques, Samuel et Mary Thorne. Le père de Mary, William O'Bryan, est le fondateur de la « Bible Christian Church », l'un des premiers groupe chrétien à autoriser les femmes à prêcher. Samuel est un fermier qui deviendra imprimeur et leader du mouvement en 1829.  
À l'âge de 21 ans, Serena Thorne est déjà une prédicatrice connue, qui attire les foules dans le comté de Devon, les Cornouailles et le sud du Pays de Galles.  

### Activités religieuses
En 1865, elle est envoyée avec son frère dans le Queensland, en Australie pour prêcher, évangéliser et participer à l'installation de missions.   
En 1870, elle est invitée par Samuel Way et le docteur Allan Campbell à prêcher dans les églises chrétiennes bibliques à Adélaïde (Australie du Sud). Le 2 mars 1871, elle y épouse le révérend Octavius Lake (1841 - 9 septembre 1922) rencontré en Angleterre et décide de s'installer dans la région. Entre 1873 et 1883, elle donne naissance à sept enfants dont un seul, Florence, survit jusqu'à l'âge adulte. Dans la péninsule de York, elle établit de nouvelles églises pour les colons originaires des Cornouailles en 1877 et 1879.  

### Activisme féministe
En 1888, Serena Lake participe à la réunion de fondation de la Ligue pour le suffrage féminin d'Australie Méridionale, dont elle est élue membre du conseil. Elle croit fermement que l'égalité des sexes est « la conception originelle du Créateur » et combine sa passion pour le suffrage féminin avec celle de l'évangile. Dans un rapport de 1891, elle écrit : « Le but de notre travail est d'éveiller les hommes et les femmes à l'injustice et à l'absurdité d'une vie nationale dans laquelle l'influence de la mère n'a aucune autorité reconnue ou reconnaissance légale ». En 1892, elle partage la scène avec des suffragettes comme Mary Lee et Catherine Helen Spence et utilise la logique, l'esprit et la ferveur évangélique pour plaider en faveur du suffrage des femmes.  
Militante pour la tempérance, Serena Lake est convaincue que le droit de vote des femmes permettra de mettre fin au commerce d'alcool. En 1889, elle est nommée au poste d'organisateur colonial de l'Union des femmes chrétiennes pour la tempérance d'Australie du Sud ainsi que directrice du suffrage de l'Union. Elle est, avec Elizabeth Webb Nicholls (1850-1943), Maria Peacock Henderson, Mary Jane George, Hannah Chewings et Sarah Lindsay Evans curatrice de l'Union lors de son incorporation en 1891. Elle parcourt l'Australie du Sud pour recruter de nouveaux membres et établir des succursales de l'Union dans tout le pays. En 1890, 27 nouvelles succursales ont vu le jour, en 1891, elles sont 65. En 1891, elle est nommée vice-présidente à vie de l'Union et quitte ses autres fonctions. 
Au cours des dix dernières années de sa vie, Serena Lake se consacre aux causes évangéliques et humanitaires. Elle est impliquée dans la création du Conseil missionnaire de la Bible des femmes chrétiennes, qui soutient le travail missionnaire en Chine. En 1892, elle devient surintendante des évangélistes.  
Elle meurt des suites d'un cancer, à Adélaïde, le 9 juillet 1902. Elle est enterrée au cimetière de Payneham.    